# Aeròdrom de Maio
L'Aeròdrom de Maio (codi IATA: MMO, codi OACI: GVMA) és un aeroport situat en Cap Verd gestionat per ASA-Aeroportos e Segurança Aérea, situat al nord de la Vila do Maio.
És un aeròdrom de classe 3C, adequada per als avions del tipus ATR, ideal per a vols de cabotatge.

## Aerolínies i destins
| Ciutats     | Nom de l'Aeroport                     | Aerolínies |        |        |        |
| Àfrica      | Àfrica                                | Àfrica     | Àfrica | Àfrica | Àfrica |
| ----------- | ------------------------------------- | ---------- | ------ | ------ | ------ |
| Cap Verd    |                                       |            |        |        |        |
| Illa de Sal | Aeroport Internacional Amílcar Cabral | TACV       |        |        |        |
| Praia       | Aeroport Internacional Nelson Mandela | TACV       |        |        |        |